# Quận Outagamie, Wisconsin
Quận Outagamie là một quận thuộc tiểu bang Wisconsin, Hoa Kỳ.
Quận này được đặt tên theo. Theo điều tra dân số của Cục điều tra dân số Hoa Kỳ năm 2000, quận có dân số 160.971 người. Quận lỵ đóng ở Appleton.6

## Địa lý
Theo Cục điều tra dân số Hoa Kỳ, quận có diện tích km2, trong đó có km2 là diện tích mặt nước.

## Thông tin nhân khẩu

Tháp tuổi dân cư quận theo kết quả điều tra dân số năm 2000..

Theo điều tra dân số 2 năm 2000, đã có 160.971 người, 60.530 hộ gia đình, và 42.189 gia đình sống trong quận hạt. Mật độ dân số là 251 trên một dặm vuông (97 / km2). Có 62.614 đơn vị nhà ở mật độ trung bình của 98 trên một dặm vuông (38 / km2). Cơ cấu chủng tộc của quận đã được 93,87% người da trắng, 0,54% da đen hay Mỹ gốc Phi, 1,54% người Mỹ bản xứ, 2,23% châu Á, Thái Bình Dương 0,03%, 0,81% từ các chủng tộc khác, và 0,98% từ hai hoặc nhiều chủng tộc. 1,99% dân số là người Hispanic hay Latino thuộc một chủng tộc nào. 47,7% là gốc Đức, gốc Hà Lan 9,4%, gốc Ailen 6,2% và 5,2% gốc Mỹ theo điều tra dân số năm 2000.
Trong số 60.530 hộ gia đình, 36,00% có trẻ em dưới 18 tuổi sống chung với họ, 58,90% là đôi vợ chồng sống với nhau, 7,60% có một chủ hộ nữ và không có chồng, và 30,30% là các gia đình không. 24,20% hộ gia đình đã được tạo ra từ các cá nhân và 8,40% có người sống một mình 65 tuổi hoặc lớn tuổi hơn là người. Cỡ hộ trung bình là 2,61 và cỡ gia đình trung bình là 3,14.
Theo độ tuổi, 27,70% dân số là dưới 18,% 8,90 18-24,% 31,90 25-44,% 20,70 45-64, và 10,90% là 65 tuổi trở lên. Độ tuổi trung bình là 34 năm. Đối với mỗi 100 nữ có 99,50 nam giới. Đối với mỗi 100 nữ 18 tuổi trở lên, đã có 96,90 nam giới.